# 大徳寺 (市川市)
大徳寺（だいとくじ）は、千葉県市川市にある浄土宗の寺院。

## 歴史
1615年（元和元年）、光誉快山によって開山された。
その後、1764年（明和元年）と1885年（明治18年）の火災で江戸時代から所蔵していた寺宝を全て失った。
かつては鐘楼と鐘があった。1716年（享保元年）に道喜によって寄進されたものである。近隣の「時の鐘」として重宝されてきたが、1943年（昭和18年）の金属供出で当寺の鐘も供出させられた。現在は鐘だけでなく鐘楼もなくなっている。

## 交通アクセス
- 妙典駅より徒歩12分。